# منتخب هولندا لكأس فيد
منتخب هولندا لكأس فيد (بالهولندية: Nederland in de Fed Cup)‏ هو ممثل هولندا الرسمي في كرة المضرب في كأس فيد.